# Georg Franz Meyer
Georg Franz Meyer (* 5. September 1917 in Wien; † nach 1981) war ein österreichischer KZ-Arzt und SS-Obersturmführer.

## Leben
Meyer wurde nach einem Medizinstudium 1941 zum Dr. med. promoviert. Der Allgemeinen SS trat er im Mai 1938 bei. Während des Zweiten Weltkrieges gehörte er ab März 1941 der Waffen-SS an und war zunächst als Truppenarzt bei der Leibstandarte SS Adolf Hitler und danach am SS-Standort Wien eingesetzt. Ab Februar 1942 gehörte er der 3. Sanitätskompanie in Oranienburg und anschließend dem SS-Bataillon Ost in Breslau an.
Am 17. Juli 1942 wurde er in das KZ Auschwitz abkommandiert, wo er für vier Monate Truppen- und Lagerarzt war. Zum 9. November 1942 wurde er zum Untersturmführer befördert. Laut einer Nachkriegsaussage des ebenfalls in Auschwitz eingesetzten Arztes Johann Paul Kremer war Meyer als Lagerarzt „bei den Vergasungen“. Die Auschwitzüberlebende Margita Schwalbova, seinerzeit slowakische Häftlingsärztin in Auschwitz, macht Meyer für die Selektion von flecktyphuskranken Häftlingsfrauen in die Gaskammer verantwortlich. Nach dem Einsatz in Auschwitz war er auch jeweils kurzzeitig in den Konzentrationslagern Stutthof, Groß-Rosen, Flossenbürg,  Natzweiler-Struthof und Herzogenbusch eingesetzt. Zum 9. November 1943 brachte er es zum Obersturmführer.
In der Nachkriegszeit leitete er die Forschungsstation Ultraschall am Krankenhaus Lainz und praktizierte von 1949 bis zu seinem Eintritt in den Ruhestand im Jahr 1981 als Allgemeinmediziner in Wien.
Vor Beginn des 1. Frankfurter Auschwitzprozesses wurde Meyer im Zuge der Ermittlungen zum entsprechenden Tatkomplex vernommen. Konfrontiert mit dem Tagebucheintrag vom 17. September 1942 seines KZ-Kollegen Kremer: „Heute mit Dr. Meyer das Frauenlager Birkenau besucht“, verneinte er die Kenntnis dieses Frauenlagers und gab im Verlauf der Vernehmungen zudem an, „in Auschwitz […] mit dem Konzentrationslager nichts zu tun“ gehabt zu haben. Im Zuge dieser Vorerhebungen zeigte der Auschwitzüberlebende Hermann Langbein Meyer im März 1960 wegen des Verdachts auf Beihilfe zum Massenmord bei der Staatsanwaltschaft Wien an. Länger als zehn Jahre dauerten die Ermittlungen gegen Meyer an, bis Simon Wiesenthal sich diesbezüglich 1970 an die internationale Presse wandte. Erst zu diesem Zeitpunkt verlautbarte das österreichische Justizministerium, dass in wenigen Monaten die Staatsanwaltschaft ihren Endantrag stellen werde. Schließlich konstatierte die Staatsanwaltschaft Wien „gewisse Verdachtsmomente“, die aber nicht für eine Mordanklage ausreichen würden: Trotz verrichtetem Rampendienst habe ihm die Teilnahme an Selektionen nicht nachgewiesen werden können, andere mögliche Straftatbestände seien verjährt. Das Verfahren wurde eingestellt.